# Walter Hartmann
Walter Hartmann (* 1943) es un biólogo alemán, cultivador de ciruelas y  autor de no ficción. Es conocido por criar algunas variedades de ciruela como 'Hanka', 'Hanita' o 'Jojo, siendo esta última importante por su hipersensibilidad (resistencia) a la enfermedad de Sharka. En total, trajo 20 variedades diferentes de ciruelas, razón por la cual fue apodado el papa de las ciruelas.

## Actividad
Hartmann fue Consejero Superior Académico en el Instituto de Cultivo de Frutas para Cultivos Especiales y Fisiología de la Producción de la Universidad de Hohenheim. Su investigación se centró en el trabajo de mejoramiento y selección de frutas, especialmente ciruelas, lo que convirtió a la ubicación de Hohenheim en un líder internacional en el mejoramiento de ciruelas. También estudió especies frutales que definen el paisaje.
Durante más de 17 años fue presidente del grupo de trabajo de frutas de hueso del grupo federal de especialistas para el cultivo de frutas.  Hartmann es presidente del Grupo de trabajo internacional sobre genética de ciruelas. En la "Asociación para la Conservación y Promoción de Variedades Frutales Viejas" ha sido el segundo presidente desde su fundación. Es editor del atlas de color de variedades frutales antiguas desde el año 2000. Incluso con el comienzo de su jubilación en 2008, todavía trabaja regularmente en la Universidad de Hohenheim, donde continúa evaluando su material de investigación y crea un calendario anual con huertos. Participa activamente en la red de huertos de prados de Filderstadt, el biotopo que quiere conseguir alrededor de Filderstadt. También estudió especies frutales que definen el paisaje.
Algunas de las variedades de ciruelas que ha obtenido:
- Hanita (1991)
- Katinka (1992)
- Elena (1993)
- Jojo (1993)
- Felsina (1994)
- Tipala (1995)
- Tegera (1995)
- Presenta (1996)
- Colora (2003)
- Blue Frost/Azura (2003)
- Haganta (2003)
- Haroma (2003)
- Habella (2003)
- Hanka
- Juna
- Jofela (2013)
- Jolina (2013)
- Joganta (2014)
- Julika
- Gäugold
- Herrenberger
- Trueblue

## Honores
En noviembre de 2007 recibió la medalla Ernst Schröder de la Asociación Central de Horticultura.
En 2015 recibió la Medalla Georg Arends de la Asociación Hortícola Central. En octubre de 2018, Hartmann recibió la medalla estatal de oro del estado de Baden-Württemberg.

## Obras
- Robert Silbereisen, Gerhard Götz, Walter Hartmann: Obstsortenatlas. 2. Auflage. Ulmer, Stuttgart 1996, ISBN 3-8001-5537-0
- mit Hans-Thomas Bosch: Farbatlas Alte Obstsorten. Ulmer, Stuttgart 2000, ISBN 3-8001-3173-0
- mit Eckhart Fritz: Farbatlas Alte Obstsorten. 5. überarbeitete Auflage, Ulmer, Stuttgart 2015, ISBN 978-3-8001-0316-4
- mit Philipp Schwarz: Die 100 besten Obstsorten für die Brennerei. Ulmer, Stuttgart 2018, ISBN 978-3-8186-0339-7